# Paracercion plagiosum
Paracercion plagiosum är en trollsländeart som först beskrevs av James George Needham 1930.  Paracercion plagiosum ingår i släktet Paracercion och familjen dammflicksländor. Inga underarter finns listade i Catalogue of Life.